# Sora no method
Sora no method (яп. 天体のメソッド, Sora no Mesoddo, укр. Небесний Метод) — 13-серійний аніме-телесеріалом створеним і написаним Наокі Хісаєм та випущеним студією 3Hz. Серіал виходив у Японії з 5 жовтня до 28 грудня в 2014 році. 24 липня 2015 року була випущена коротка OVA. Манґа-адаптація намальована Юкою Намісакі була видана ASCII Media Works у журналі Dengeki Daioh.

## Сюжет
Нонока Комія це дівчинка, що колись мешкала в озерному місті Кірія, що розташоване на Озері Тоя на Хоккайдо та прототипом для якого слугувало місто Собецу, там вона зустрічає дівчинку з блакитним волоссям на ім'я Ноель. Сім років потому Нонока повертається до міста, над яким зараз парить загадковий диск, де вона знов зустрічає Ноель, яка обіцяє виконати її бажання.

## Персонажі
Нонока Комія (яп. 古宮 乃々香, Komiya Nonoka)
Головна героїня, що повертається до озера Кірія після її переїзду 7 років тому. Вона живе зі своїм батьком з часу смерті її матері через хворобу.
Ноель (яп. ノエル, Noeru)
Загадкова дівчина з блакитним волоссям, з якою Нонака познайомилась 7 років тому.
Юдзукі Мідзусака (яп. 水坂 柚季, Mizusaka Yuzuki)
Енергійна дівчина, що сильно не полюбляє загадковий диск. Також має брата-близнюка Соту, з яким знаходиться в поганих стосунках.
Кохару Шіїхара (яп. 椎原 こはる, Shiihara Koharu)
Нетямуща дівчина, що є обличчям місцевого магазину, присвяченого диску
Шіоне Тоґава (яп. 戸川 汐音, Togawa Shione)
Сувора дівчина, що полюбляє фотографувати. Колись вони з Нонакою були найкращими подругами, та Шіоне зненавиділа Нонаку, через те, що вона не повідомила про свій переїзд.
Сота Мідзусака (яп. 水坂 湊太, Mizusaka Sōta)
Брат-близнюк Юзукі, що має почуття до Кохару.

## Аніме
13-серійний аніме-серіал, вироблений Studio 3Hz, транслювався в Японії на телеканалі Tokyo MX з 5 жовтня по 28 грудня 2014 року, а також на каналі Crunchyroll. Серіал знято режисером Масаюкі Сакой за сценарієм Хісая Наокі, музику написав Като Тацуя, а дизайн персонажів створила команда QP: flapper, що складається з дуету художників Сакура Кохару і Охара Томета. OVA увійшла до сьомого тому Blu-ray/DVD, випущеного 24 липня 2015 року. Прем'єра спеціального епізоду відбулася 11 жовтня 2019 року на YouTube каналі Infinite. Початкова тема(опенінг) — «Stargazer» від Larval Stage Planning, а заключна тема(ендінг) — «Hoshikuzu no Interlude» (星屑のインターリュード) від Fhána.

## Манґа
Манґа-адаптація, написана Хісаєм Наокою та проілюстрована Намісакі Юкою, була опублікована в журналі Dengeki Daioh видавництва ASCII Media Works між жовтнем 2014 року та березнем 2015 року, причому серія залишилася незавершеною. Пізніше у грудневому випуску 2015 року було повідомлено, що серіалізацію було припинено через обставини, пов'язані з автором. Один том танкобону вийшов 27 жовтня 2014 року.